# Sabajeta Peposhi
Sabajeta Peposhi (ur. 20 czerwca 1986 w Kukësie, zm. 28 kwietnia 2010 w Tiranie) – albańska pisarka, poetka i dziennikarka.

## Życiorys
Była córką lekarza Xhemala Peposhiego i Vashy. Od dzieciństwa uczestniczyła w konkursach literackich organizowanych w Kukësie. W 1999, w wieku 13 lat opublikowała swój pierwszy utwór poetycki Në qetësinë e qiellit. W kolejnych latach poezja i opowiadania Peposhi ukazywały się w zbiorach wydawanych w Tiranie, Prisztinie i w Skopju. W 2004 została wyróżniona główną nagrodą w konkursie poetyckim dla uczniów szkół średnich za utwór Adtheu (Ojczyzna).
W 2008 ukończyła studia z zakresu dziennikarstwa na Uniwersytecie Tirańskim i przez ostatnie dwa lata życia pracowała w czasopismach wydawanych w Tiranie. Zmarła w 2010 w Tiranie. W 2021 ukazał się pośmiertnie zbiór jej utworów poetyckich, opowiadań i esejów p.t. Dallori i shpirtit tim.

## Pamięć
W maju 2014 Klub Literacki Anton Pashku działający w Kukësie ufundował nagrodę imienia Sabajety Peposhi dla najlepszych początkujących autorów dzieł literackich.

## Twórczość
- 2008: Mungesë në ballo: proza, wyd. Ombra GVG
- 2021: Dallori i shpirtit tim